# Fichero de Autoridades Virtual Internacional
El Fichero de Autoridades Virtual Internacional (FAVI), en inglés: Virtual International Authority File (VIAF) es un proyecto de bibliotecas nacionales y operado por el Online Computer Library Center (OCLC) para unir los ficheros de autoridad virtual de aquellas bibliotecas. El proyecto fue iniciado por la Biblioteca Nacional de Alemania y por la Biblioteca del Congreso de los EE. UU., a las que se unió la Biblioteca Nacional de España, entre otras.

## Participantes

### Bibliotecas
- Biblioteca Nacional de Alemania
- Biblioteca Nacional Mariano Moreno (Argentina)
- Biblioteca Nacional de Australia
- Biblioteca de Cataluña
- Biblioteca Nacional de la República Checa
- Bibliotheca Alexandrina
- Biblioteca Nacional de España
- Biblioteca del Congreso de Estados Unidos
- Biblioteca Nacional de Francia
- Biblioteca Nacional Széchényi
- Biblioteca Nacional de Israel
- Biblioteca Nacional de Portugal
- Biblioteca Nacional de Suecia
- Biblioteca Nacional de Suiza
- Biblioteca Apostólica Vaticana

### Otros colaboradores
- Système universitaire de documentation (SUDOC)
- Getty Research Institute
- Istituto Centrale per il Catalogo Unico
- Narodowy Uniwersalny Katalog Centralny (NUKAT)
- RERO